# YUYU式
《YUYU式》，或譯作《校園大萌主》、《悠悠式》，是三上小又以四格漫画形式發表的日本漫畫作品，2008年在芳文社四格漫畫月刊《Manga Time Kirara》同年2月號刊登之後，於4月號開始連載。
全12集電視動畫於2013年4月至6月首播。

## 故事簡介
主要描写“情报处理部”的三位成员——野野原柚子、栎井唯、日向缘——将自己有些在意的事情在网络上进行调查的懒散、插科打诨的日常生活……。而YUYU式的發音來自於日文的「重大事態（或寫作）」，意思是在網路線上多人討論的重大話題。

## 登場人物
野野原柚子（配音：大久保瑠美）
主角
情报处理部的成员，3月24日出生，A型血，有一个姊姊。
喜歡惡作劇，經常說些有趣的事情來逗樂唯和緣。意外地有相當可靠的一面。
實際上成績相當優秀。
從輕音樂部與美術部借來吉他及球型關節人偶來看，在學校的人緣很廣的樣子。
有著一副眼鏡，但是因為「不喜歡被人認為看起來很聰明」的理由，平常並不會配戴。
負責每次社團活動後的總結，但總結常常文不對題。
栎井唯（配音：津田美波）
情报处理部的成员，5月1日出生，A型血，独生女。
於小學的某次遠足中給了緣零食，因而成為了好友。
小時候為了金錢觀相當鈍感的緣，時常教導她金錢的相關常識。也是從這時起遇到與金錢相關的事會很敏感。
日向缘（配音：種田梨沙）
情报处理部的部长。11月11日出生，O型血。有一个哥哥。
唯的青梅竹马，家庭富有的大小姐。
個性飄飄然的天然呆少女（柚子和唯曾言「腦袋像汽球一樣的孩子」）。
趁著柚子情緒高漲時一起捉弄唯的時候也相當多。
松本賴子（配音：堀江由衣）
情报处理部的顾问老师，英语老师，女，巨乳。
被柚子和緣以「媽媽」來稱呼，最近其他學生也開始以「媽媽」、「媽媽老師」來稱呼。
把情報處理部的其中一台電腦帶回家中，導致了部裡的電腦數不足，現在正在考慮是否要歸還回來的樣子。
對可怕以及嚇人的事物相當不拿手。
相川千穗（配音：茅野愛衣）
柚子的同学。一二年级为班长，巨乳。
自開學與唯對話過後，便對唯抱持著憧憬的感情。對柚子以及緣兩人相當不拿手，因此只在唯一人時才會上前談話，後在書店與柚子相遇之後便成為好友。
平常與佳和文三人一起行動。
有時會有慵懶的一面。
冈野佳（配音：潘惠美）
柚子的同学。千穗的朋友。有一個弟弟。
朋友都以称呼。
曾向唯暗示别过于接触千穗，暗中喜欢千穗。
长谷川文（配音：清水茉菜）
柚子的同学。千穗的朋友。
喜歡對佳開玩笑，有點隨便的性格。

## 主要舞台
情报处理部
主角群所属的活动部。原来由于没人参与而废部，后来唯等三人咨询过松本老师后使用了该部室，时常根据即兴的谈话主题从互联网搜索资料并进行了解和总结。

## 出版書籍
全由芳文社《Manga Time KR Comics》發行。

### 單行本
| 冊數 | 發售日期       | ISBN                   |
| ---- | -------------- | ---------------------- |
| 1    | 2009年3月26日  | ISBN 978-4-8322-7794-6 |
| 2    | 2010年2月27日  | ISBN 978-4-8322-7892-9 |
| 3    | 2011年3月26日  | ISBN 978-4-8322-4006-3 |
| 4    | 2012年3月27日  | ISBN 978-4-8322-4126-8 |
| 5    | 2013年4月26日  | ISBN 978-4-8322-4287-6 |
| 6    | 2014年5月27日  | ISBN 978-4-8322-4442-9 |
| 7    | 2015年5月27日  | ISBN 978-4-8322-4570-9 |
| 8    | 2016年6月27日  | ISBN 978-4-8322-4708-6 |
| 9    | 2017年8月26日  | ISBN 978-4-8322-4865-6 |
| 10   | 2019年1月25日  | ISBN 978-4-8322-7061-9 |
| 11   | 2020年8月27日  | ISBN 978-4-8322-7208-8 |
| 12   | 2021年11月26日 | ISBN 978-4-8322-7321-4 |
| 13   | 2023年3月27日  | ISBN 978-4-8322-7446-4 |

### 選集
與原作走四格漫畫路線不同的是，漫畫選集收錄的篇幅是走連環漫畫路線。
| 發售日期      | ISBN                   | 插圖                                                                                          | 參加作家                                                   |
| ------------- | ---------------------- | --------------------------------------------------------------------------------------------- | ---------------------------------------------------------- |
| 2013年4月26日 | ISBN 978-4-8322-4294-4 | - 三上小又（封面） - Kakifly（封底） - 茶菓山しん太 - 津留崎優 - 得能正太郎 - 種田優太 - 矢澤 | - 茶麻 - 鈴城芹 - 筋肉☆太郎 - Anmi - 武 - 井上 - 青田 - 枕 |

### Fanbook
| 發售日期      | ISBN                   |
| ------------- | ---------------------- |
| 2013年6月27日 | ISBN 978-4-8322-4317-0 |

### 廣播劇CD
廣播劇CD以《If you want to be happy, be.》為標題，由RONDO ROBE販售。2013年12月在Comic Market的活動展販售之後，2014年3月27日由Animate發行限定版。聲優陣容與動畫版相同。

## 動畫
2012年8月宣布製作電視動畫。2013年4月至6月於TOKYO MX等獨立局、愛知電視台、BS11、AT-X首播。
2016年1月12日（1月11日的深夜時段）起在BS11再次播放。還有，片尾插畫也全部換新。同年3月26日在『AnimeJapan2016』的『你好!! 黃金拼圖&YUYU式 合同同窗會』舞台活動中宣布製作新作特別篇的OVA動畫，2017年2月22日發行。

### 製作人員
|                    | 電視動畫                                       | OVA                                                                   |
| ------------------ | ---------------------------------------------- | --------------------------------------------------------------------- |
| 原作               | 三上小又 （芳文社《Manga Time Kirara》連載）   | 三上小又 （芳文社《Manga Time Kirara》連載）                          |
| 導演               | 香織                                           | 香織                                                                  |
| 劇本統籌           | 高橋奈津子                                     | -                                                                     |
| 人物設定           | 田畑壽之                                       | 伊藤晉之                                                              |
| 道具設定           | 、田畑壽之、香織                               | 、田畑壽之                                                            |
| 美術監督           | 加藤浩（ととにゃん）                           | 菱沼由典                                                              |
| 美術設定           | 加藤浩（ととにゃん）                           | 加藤浩（）                                                            |
| 色彩設計           | 水田信子                                       | 水田信子                                                              |
| 攝影監督           | 若林優（T2studio）                             | 若林優（T2studio）                                                    |
| 剪輯               | 須藤瞳（REAL-T）                               | 須藤瞳（REAL-T）                                                      |
| 音響監督           | 明田川仁                                       | 明田川仁                                                              |
| 音樂               | sakai asuka                                    | sakai asuka                                                           |
| 音樂統括 製作人    | 加藤和宏 a.k.a. DJ UTO （EXIT TUNES）          | -                                                                     |
| 音樂製作人         | 杉本和貴（EXIT TUNES） 前田義和（EXIT TUNES）  | 川口真司                                                              |
| 音樂製作           | EXIT TUNES                                     | NBCUniversal Entertainment Japan                                      |
| 企劃               | 林裕之、孝壽尚志 加藤和宏、臼井久人 小笠原宗紀 | 田中信作、孝壽尚志 村田嘉邦、長谷川巽 高橋和也、山崎明日香 小笠原宗紀 |
| 製作人             | 小倉充俊 小林宏之 山崎史紀                     | 小倉充俊、小林宏之 山崎史紀、兼光一博 岩崎拓、礒谷德知                |
| 動畫製作人         | 小笠原宗紀                                     | 小笠原宗紀                                                            |
| 動畫製作           | Kinema Citrus                                  | Kinema Citrus                                                         |
| 動畫企劃、協力製作 | -                                              | iOplus                                                                |
| 製作               | YUYU式情報處理部                               | YUYU式SP情報處理部                                                    |

### 主題曲
電視動畫
片頭曲
作詞、作曲、編曲：P，主唱：情報處理部（大久保瑠美、津田美波、種田梨沙）
片尾曲「Affection」
作詞：mitsu，作曲、編曲：Another Infinity（Ryu☆、Starving Trancer），主唱：Mayumi Morinaga
形象歌曲
作詞：mitsu，作曲：Another Infinity（Ryu☆、Starving Trancer），主唱：情報處理部（大久保瑠美、津田美波、種田梨沙）
※ 另外，2013年4月17日發行的單曲「！」中，上面這3首歌曲也在同年4月29日的Oricon週榜初次亮相時登上第20名。
OVA
片頭曲
作詞、作曲、編曲：，主唱：情報處理部（大久保瑠美、津田美波、種田梨沙）
片尾曲
作詞、作曲、編曲：まふまふ，主唱：情報處理部（大久保瑠美、津田美波、種田梨沙）

### 各話列表
| 話數   | 日文標題 | 中文標題               | 劇本              | 分鏡          | 演出            | 作畫監督                                    | 片尾插畫       | 片尾插畫   |
| 話數   | 日文標題 | 中文標題               | 劇本              | 分鏡          | 演出            | 作畫監督                                    | 首播           | BS11重播   |
| ------ | -------- | ---------------------- | ----------------- | ------------- | --------------- | ------------------------------------------- | -------------- | ---------- |
| 第1話  |          | 成為高中生了           | 高橋奈津子        | 香織          | 橘正紀          |                                             | 黑田bb         | 三上小又   |
| 第2話  |          | 情報處理部             | 高橋奈津子        | 小島正幸      | 小島正幸        | 松尾亞希子                                  | 吉田健一       |            |
| 第3話  |          | 暑假到了！             | 高橋奈津子        | 博史池畠      | 博史池畠        | 小嶋慶祐                                    | 藤真拓哉       |            |
| 第4話  |          | 會長                   | 高橋奈津子        | 小島正幸      | 孫承希          | 長谷部敦志 野崎麗子                         | 木村貴宏&RICCA | 小路あゆむ |
| 第5話  |          | 唯、緣、柚子           | 高橋奈津子        | 小島正幸      | 橘正紀          | 野崎麗子 大下久馬                           | 水風天         |            |
| 第6話  |          | 初雪火鍋               | 平見瞠 高橋奈津子 | 橘正紀        | 北川隆之        | 小嶋慶祐                                    | Koi            | 緑川葉     |
| 第7話  |          | 第3學期！              |                   | 博史池畠      | 博史池畠        |                                             | 黃瀨和哉       | 篤見唯子   |
| 第8話  |          | 成為二年級生了         | 高橋奈津子        | 孫承希        | 孫承希          | 長谷部敦志 松尾亞希子                       | Kakifly        |            |
| 第9話  |          | majarinko              |                   | 博史池畠      | 博史池畠        | 沈宏                                        |                | 津留崎優   |
| 第10話 |          | 因為很開心             |                   |               | 小島正幸        | 、小嶋慶祐 牙威格                           | 神崎廣         | 異識       |
| 第11話 |          | 這樣的時間             | 高橋奈津子        | 小島正幸      | 孫承希 北川隆之 | 實原登、山內則康 大下久馬                   | カヅホ         |            |
| 第12話 |          | No Event Good Life     | 高橋奈津子        | 小島正幸 香織 | 香織            | 田畑壽之、秋谷有紀惠 長谷部敦志、松尾亞希子 | 三上小又       | 三上小又   |
| OVA    |          |                        |                   |               |                 |                                             |                |            |
| 特別篇 |          | 給人添麻煩、被人添麻煩 | YUYU式文藝部      |               |                 | 松尾亞希子、伊藤晉之                        | －             | －         |

### 播放電視台
日本深夜動畫：下文記載的日本国内播放時間使用日本標準時間（UTC+9）表示。因為部分時間标识會採用30小时制，因此請留意这类超过24:00的时间，其實際播放時間為翌日清晨。
| 播放地區 | 播放電視台     | 播放日期               | 播放時間（UTC+9）         | 所屬聯播網 | 備註           |
| -------- | -------------- | ---------------------- | ------------------------- | ---------- | -------------- |
| 東京都   | TOKYO MX       | 2013年4月9日－6月25日  | 星期二 24時30分－25時00分 | 獨立局     |                |
| 兵庫县   | SUN電視台      | 2013年4月9日－6月25日  | 星期二 24時30分－25時00分 | 獨立局     |                |
| 京都府   | KBS京都        | 2013年4月9日－6月25日  | 星期二 25時00分－25時30分 | 獨立局     |                |
| 神奈川縣 | 神奈川電視台   | 2013年4月9日－6月25日  | 星期二 25時30分－26時00分 | 獨立局     |                |
| 愛知縣   | 爱知電視台     | 2013年4月9日－6月25日  | 星期二 25時35分－26時05分 | 東京電視網 |                |
| 日本全國 | AT-X           | 2013年4月10日－6月26日 | 星期三 21時30分－22時00分 | 衛星電視   | 有重播         |
| 日本全國 | BS11           | 2013年4月10日－6月26日 | 星期三 24時00分－24時30分 | 衛星電視   | 『ANIME+』時段 |
| 日本全國 | 萬代頻道       | 2013年4月11日－6月27日 | 星期四 12時00分 更新      | 網路電視   | 不包括片尾插圖 |
| 日本全國 | Niconico生放送 | 2013年4月11日－6月27日 | 星期四 24時00分－24時30分 | 網路電視   | 不包括片尾插圖 |
| 日本全國 | Niconico頻道   | 2013年4月11日－6月27日 | 星期四 24時30分 更新      | 網路電視   | 不包括片尾插圖 |

### 相關商品

#### BD／DVD
NBC環球娛樂發行。
| 卷數 | 發行日期       | 收錄話數       | 規格編號  | 規格編號  | 規格編號  |
| 卷數 | 發行日期       | 收錄話數       | BD初回版  | BD通常版  | DVD       |
| ---- | -------------- | -------------- | --------- | --------- | --------- |
| 1    | 2013年5月29日  | 第1話－第2話   | GNXA-1521 | GNXA-1531 | GNBA-2101 |
| 2    | 2013年6月26日  | 第3話－第4話   | GNXA-1522 | GNXA-1532 | GNBA-2102 |
| 3    | 2013年7月24日  | 第5話－第6話   | GNXA-1523 | GNXA-1533 | GNBA-2103 |
| 4    | 2013年8月28日  | 第7話－第8話   | GNXA-1524 | GNXA-1534 | GNBA-2104 |
| 5    | 2013年9月25日  | 第9話－第10話  | GNXA-1525 | GNXA-1535 | GNBA-2105 |
| 6    | 2013年10月23日 | 第11話－第12話 | GNXA-1526 | GNXA-1536 | GNBA-2106 |
| BOX  | 2015年11月26日 | 第1話－第12話  | GNXA-1527 | -         | -         |
| OVA  | 2017年2月22日  | OVA            | GNXA-1537 | -         | GNBA-2107 |

#### CD
EXIT TUNES發行
| 發行日期      | 標題                     | 規格編號   | 規格編號   |
| 發行日期      | 標題                     | 初回限定盤 | 通常盤     |
| ------------- | ------------------------ | ---------- | ---------- |
| 2013年4月17日 | ！                       | QWCE-00274 | QWCE-00275 |
| 2013年7月17日 | ！                       | QWCE-00287 | QWCE-00294 |
| 2013年7月17日 | Feeling good (nice) wind | －         | QWCE-00295 |
| 2015年2月4日  |                          | －         | QWCE-00420 |
| 2015年3月4日  |                          | －         | QWCE-00435 |
| 2015年4月1日  |                          | －         | QWCE-00449 |

#### Fanbook（電視動畫）
| 標題 | 發行日期（初版發行日）           | ISBN                   |
| ---- | -------------------------------- | ---------------------- |
|      | 2013年9月27日 （2013年10月12日） | ISBN 978-4-8322-4343-9 |

#### 遊戲
科樂美數位娛樂製作販售。
- jubeat plus  2013年10月28日
- REFLEC BEAT plus  2013年10月28日

## 腳註

## 外部連結
- YUYU式 漫画在线连载（Niconico静图 · Kirara基地） （页面存档备份，存于）（日語）
- 電視動畫「YUYU式」官網 （页面存档备份，存于）（日語）
- 電視動畫「YUYU式」的X（前Twitter）（日語）
- こまたのいえ （页面存档备份，存于） - 作者的個人部落格（日語）
- 三上小又(mikamikomata) （页面存档备份，存于） - 作者的Twitter（日語）